# 이스마엘

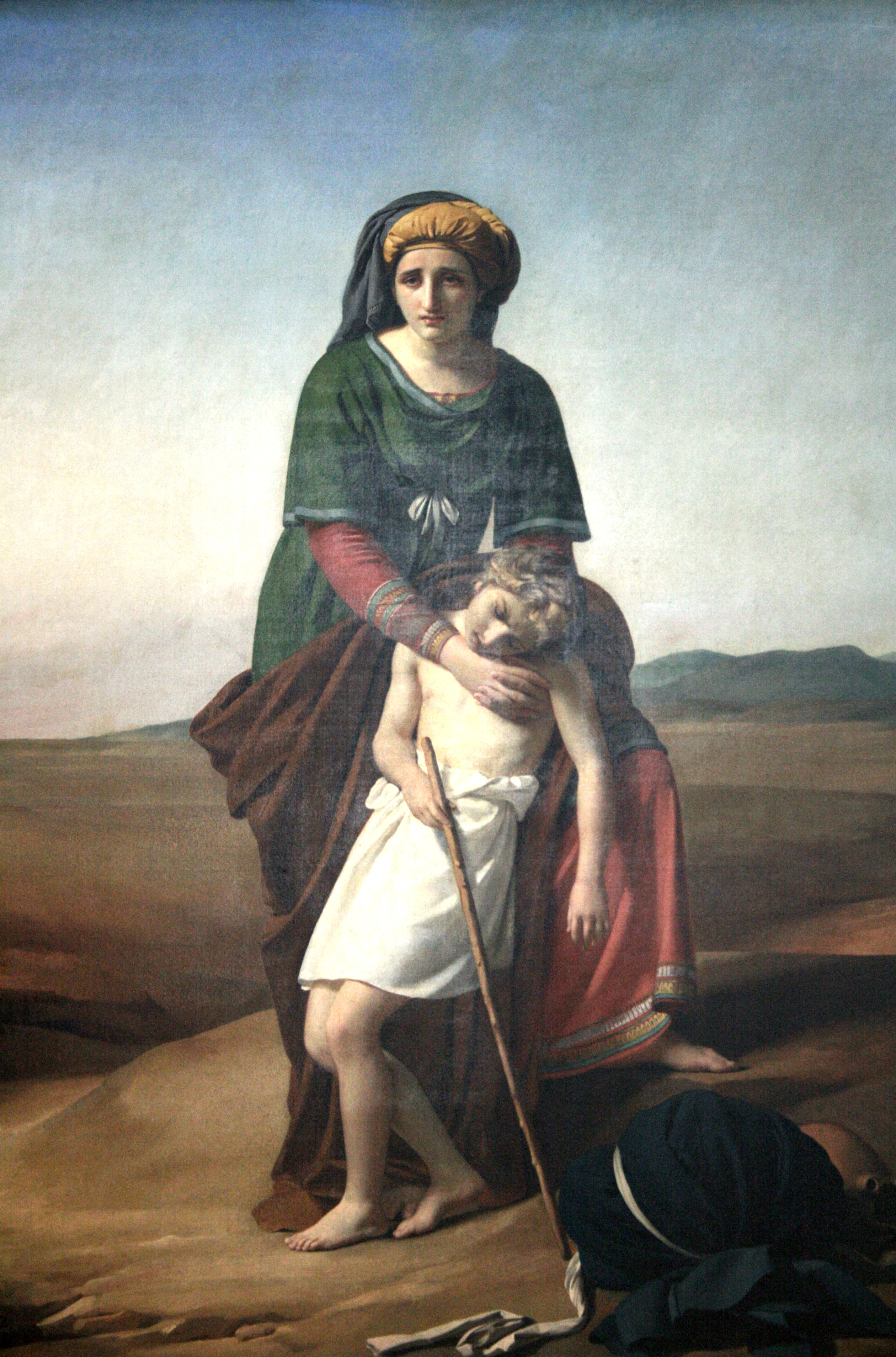

이스마엘(히브리어: יִשְׁמָעֵאל Yīšmāʿēʾl; 고대 그리스어: Ἰσμαήλ Ismaḗl[*]; 아랍어:  إِسْمَاعِيل ʾIsmāʿīl[*]; 라틴어: Ismael)은 구약성경의 창세기에 등장하는 아브라함의 첫째 아들이다. 어머니는 아브라함의 아내 사라의 여종인 하갈이다. 137세에 죽었다. 아랍인의 조상으로 보는 전통이 있다.
이슬람교에서 이스마엘은 예언자이자 이스마엘인 (하갈인 또는 아드난인)의 조상, 그리고 카이다르의 족장으로 간주된다.

## 어원
이스마엘이라는 이름은 초기 바빌로니아와 미나이를 포함한 다양한 셈족 계통 문화권에 존재했다. 아모리어에서는 '야스마엘'이라는 이름이 기록된 바 있다. 이는 "엘이 들으셨다"는 신명 접두어 이름으로 직역되며, "이름이 그렇게 지어진 아이가 신성한 약속의 성취로 여겨졌음"을 시사한다.

## 창세기 이야기

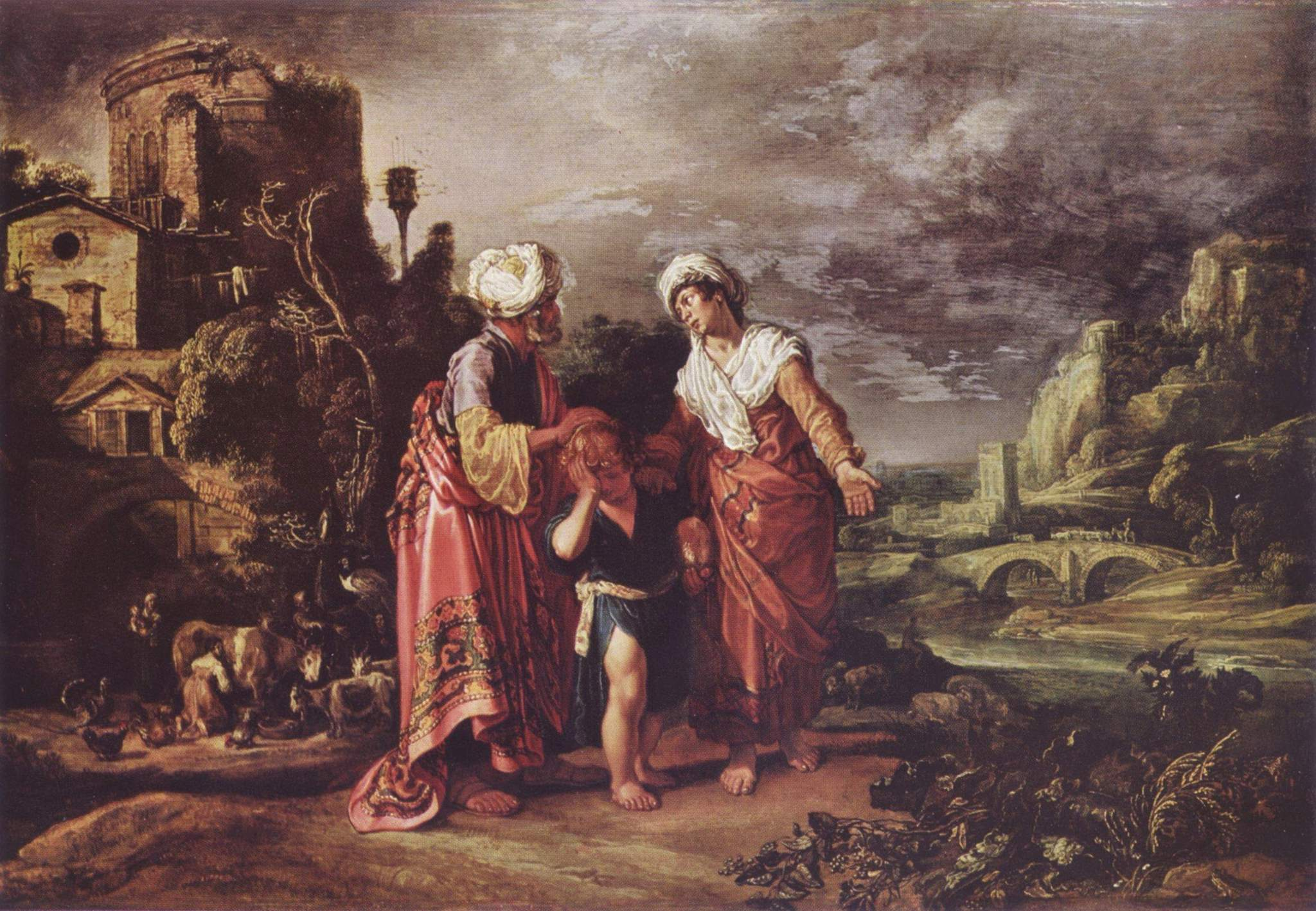
피터르 피터르스 라스트만의 하갈의 추방

창세기는 이스마엘의 삶에 대한 이야기를 16, 17, 21, 25장을 통해 다룬다.

### 탄생
이스마엘의 탄생은 족장 아브라함의 첫 번째 아내,(당시에는 사래)가 계획했다. 사래와 아브람(아브라함)은 아브라함 언약을 성취하기 위해 자녀를 갖는 방법을 모색했다. 아브라함 언약은 창세기 15에 명시되어 있다. 사래는 75세였고 아직 자녀를 낳지 못했었다. 따라서 자신의 이집트인 여종 하갈을 남편에게 주어 자녀를 갖도록 했다. 아브라함은 하갈과 동침해 아들을 낳았다.
하갈과 사래는 서로 미워하기 시작했고, 서로 혹독하게 대했다. 그러자 아브라함은 하갈에게 집을 떠나 아브라함의 정착지와 술 사이의 사막 지역으로 가라고 말했다. 창세기 16:7–16는 이스마엘의 이름을 짓고 하갈과 그의 자손에 대한 야훼의 약속을 설명한다. 이것은 브엘라해로이 우물에서 일어났는데, 하갈은 주의 천사를 만났고, 천사는 그녀에게 "보라, 네가 임신하여 아들을 낳을 것이니, 그 이름을 이스마엘이라 하라. 이는 여호와께서 네 고통을 들으셨음이라."고 말했다. 천사는 하갈에게 "네 여주인[사래]에게 돌아가 그녀에게 복종하라."고 명령했다.
아브라함은 그의 자손이 하늘의 별처럼 많아지리라는 축복을 받았다. 이스마엘 역시 아브라함의 씨앗이었으므로 그를 큰 민족으로 만들 것이나, 하갈의 자손은 그의 친척들과 갈등하며 살 것이라는 계시도 받았다. 이스마엘이 태어났을 때, 아브라함은 86세였다.

### 상속, 권리, 그리고 첫 번째 할례
13세 때, 이스마엘은 아브라함의 집에 있는 다른 모든 남자들과 함께 할례를 받아 대규모 할례의 언약에 참여하게 되었다. 새 이름을 "아브라함"으로 받은 아브람은 당시 99세였으며 다른 사람들과 함께 할례를 받았다.
언약 당시, 야훼는 아브라함에게 아내 사라가 아들을 낳을 것이며, 그 이름을 이삭이라 지으라 지시했다. 야훼가 이삭을 통해 언약을 세우겠다고 말하자, 아브라함은 이스마엘의 역할에 대해 묻는다. 야훼는 이스마엘이 축복을 받았고 "그를 번성하게 하고 심히 번성하게 하리니, 열두 방백을 낳을 것이요 내가 그를 큰 민족이 되게 하리라"고 대답했다. 또한 "그는 들나귀 같은 사람이 되리니, 그의 손이 모든 사람을 칠 것이요, 모든 사람의 손이 그를 칠 것이며, 그는 그의 형제들 앞에서 살리라"고도 언급했다.
1년 후, 이스마엘의 이복동생 이사악은 아브라함과 그의 아내 사라 사이에서 태어났는데, 당시 사라는 90세였다. 그때 사래는 생리를 멈춰 더 이상 임신할 수 있는 징후가 없었다고 전한다.
아브라함이 이삭의 젖을 떼는 것을 축하하는 잔치의 날, 이스마엘은 이삭을 "조롱"하거나 "놀리고" 있었다(히브리어 단어 מְצַחֵֽק) 그리고 사라는 아브라함에게 이스마엘과 그의 어머니를 내쫓으라고 요청하며 말했다. "이 여종과 그 아들을 내쫓으라 이 여종의 아들은 내 아들 이삭과 함께 기업을 얻지 못하리라." 그녀의 요구는 이스마엘을 사랑했던 아브라함에게 고통스러운 것이었다. 아브라함은 하나님께서 그에게 "이삭에게서 난 자라야 네 씨라 부를 것임이라"고 하고, "여종의 아들" 이스마엘을 민족이 되게 하겠다고 한 후에야 동의했다. 이스마엘 역시 아브라함의 후손이었기 때문이다(창세기 21:11–13). 야훼는 이전에 아브라함에게 "내 언약을 [이삭]과 세우리라"고 말씀하시면서, 동시에 이스마엘 민족에 대한 약속도 했다(창세기 17:18–21).

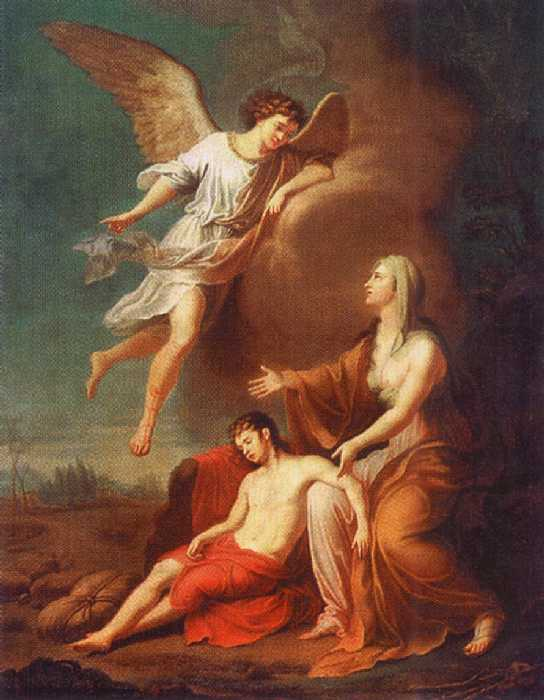
그리고리 우그류모프의 사막의 하갈과 이스마엘 (c. 1785)

14세에 이스마엘은 그의 어머니와 함께 해방되었다. 주님의 언약은 이스마엘이 아브라함의 집을 상속받지 못하고 이삭이 언약의 씨가 될 것임을 분명히 했다. "네 아들, 네 사랑하는 독자 이삭을 데리고 모리아 땅으로 가라." (창세기 22:2–8)
아브라함은 이스마엘과 그의 어머니에게 빵과 물을 주어 보냈다. 하갈은 브엘세바 광야로 들어갔는데, 곧 물이 떨어져 하갈은 아들의 죽음을 보고 싶지 않아 아이를 자신에게서 멀리 떨어뜨려 놓고 울었다. "하나님이 그 아이의 소리를 들으셨으므로" 그의 천사를 보내 하갈에게 말했다. "일어나 아이를 안고 네 손으로 붙들라 내가 그로 큰 민족을 이루게 하리라." 하나님이 "그녀의 눈을 열어주시매 그녀가 우물을 보았다." 그녀는 거기서 물을 길어 이스마엘의 생명을 구하고 자신의 생명도 구했다. "하나님이 그 아이와 함께 계시매 그가 자라 광야에 거하며 활 쏘는 자가 되었더라."

### 자손

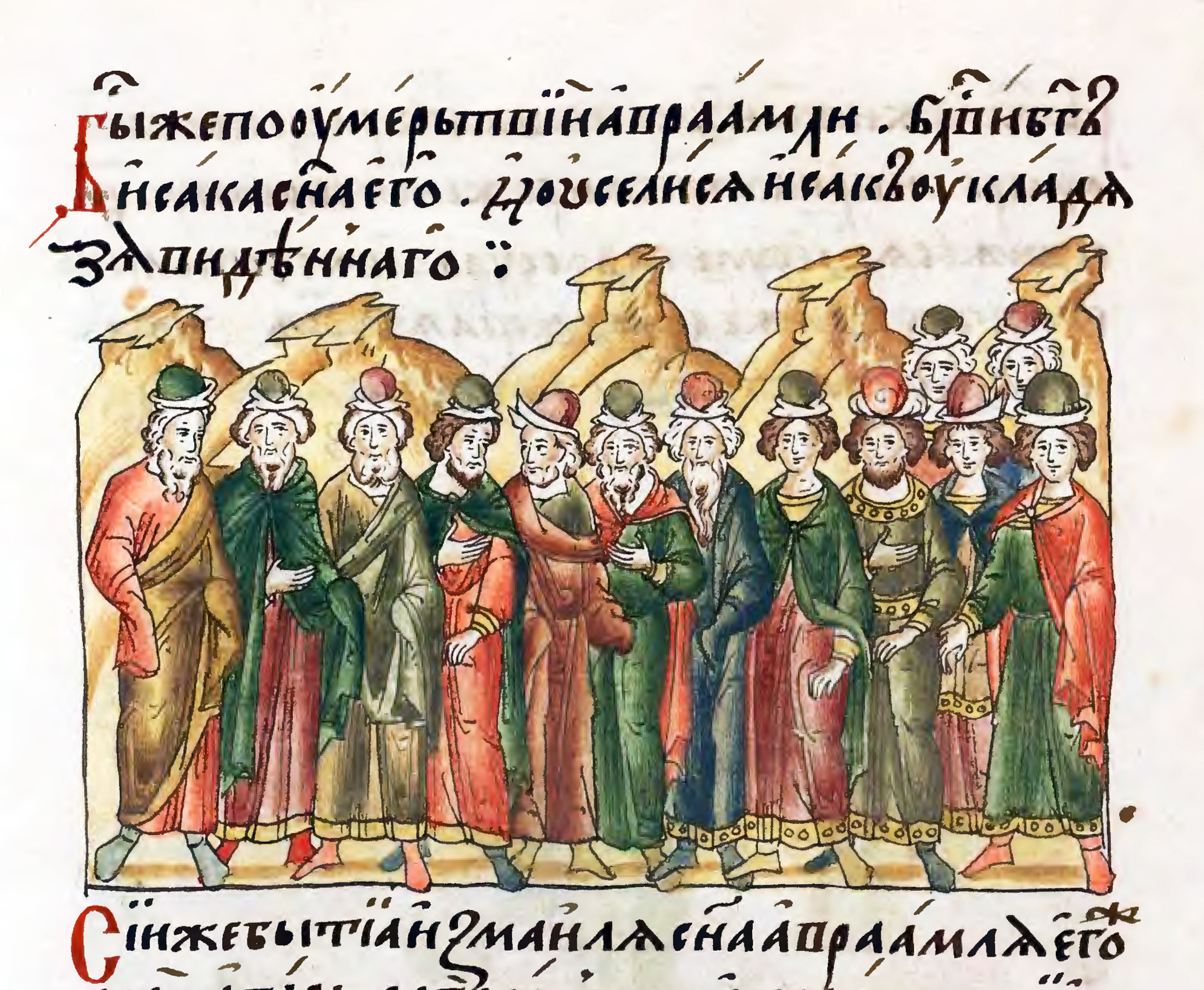
이스마엘의 아들들 (1560년대 세밀화)

이스마엘과 그의 어머니는 얼마 동안 광야를 방황한 후 바란 광야에 정착했으며, 그는 그곳에서 궁술 전문가가 되었다. 결국, 그의 어머니는 이집트 땅에서 그를 위한 아내를 찾았다. 그들은 각각 하윌라에서 술 (아시리아에서 이집트 국경까지)에 이르는 지역의 족장이 된 열두 아들을 두었다. 그의 아들들은 다음과 같다:
1. 느바욧(נְבָיוֹת Nəḇāyōṯ)
2. 게달(קֵדָר Qēḏār), 페르시아만과 시나이 반도 사이 지역을 지배했던 북아랍 부족인 게달족의 아버지. 전승에 따르면, 그는 쿠라이시 부족의 조상이며, 따라서 이슬람 예언자 무함마드의 조상이다.[22]
3. 앗브엘(אַדְבְּאֵל ʾAḏbəʾēl)
4. 밉삼(מִבְשָֽׂם Mīḇsām)
5. 미스마 (מִשְׁמָע Mīšmāʿ)
6. 두마(דוּמָה Ḏūmā)
7. 맛사(מַשָּֽׂא Massāʾ)
8. 하닷(חֲדַד Ḥăḏaḏ)
9. 데마(תֵימָא Ṯēmāʾ)
10. 여둘 (יְטוּר Yəṭūr)
11. 나비스 (נָפִישׁ Nāfīš)
12. 게드마다 (קֵדְמָה Qēḏəmā)

이스마엘에게는 또한 알려진 딸 하나가 있었는데, 마할랏 또는 바스맛이며, 에서의 세 번째 아내이다.
아브라함의 시신은 이스마엘에게 소식이 전해지고 그가 매장 장소에 도착한 후에야 묻혔다. 이스마엘은 137세에 죽었다.

## 가계도
|      |      |      |      |      |      |      |      |          |          |          |          |               |               |               |               | 데라          |               |      |      |      |      |                                                                    |                                                                    |                                                                    |                                                                    |                                                                    |                                                                    |  |  |               |               |               |               |               |               |      |      |                 |                 |                 |                 |                 |                 |      |      |                     |                     |                     |                     |                     |                     |         |         |         |         |  |  |
|      |      |      |      |      |      |      |      |          |          |          |          |               |               |               |               |               |               |      |      |      |      |                                                                    |                                                                    |                                                                    |                                                                    |                                                                    |                                                                    |  |  |               |               |               |               |               |               |      |      |                 |                 |                 |                 |                 |                 |      |      |                     |                     |                     |                     |                     |                     |         |         |         |         |  |  |
|      |      |      |      |      |      |      |      |          |          |          |          |               |               |               |               |               |               |      |      |      |      |                                                                    |                                                                    |                                                                    |                                                                    |                                                                    |                                                                    |  |  |               |               |               |               |               |               |      |      |                 |                 |                 |                 |                 |                 |      |      |                     |                     |                     |                     |                     |                     |         |         |         |         |  |  |
| 사라 | 사라 | 사라 | 사라 | 사라 | 사라 |      |      | 아브라함 | 아브라함 | 아브라함 | 아브라함 | 아브라함      | 아브라함      |               |               | 하갈          | 하갈          | 하갈 | 하갈 | 하갈 | 하갈 |                                                                    |                                                                    |                                                                    |                                                                    |                                                                    |                                                                    |  |  |               |               |               |               |               |               |      |      |                 |                 |                 |                 | 하란            | 하란            | 하란 | 하란 | 하란                | 하란                |                     |                     |                     |                     |         |         |         |         |  |  |
| 사라 | 사라 | 사라 | 사라 | 사라 | 사라 |      |      | 아브라함 | 아브라함 | 아브라함 | 아브라함 | 아브라함      | 아브라함      |               |               | 하갈          | 하갈          | 하갈 | 하갈 | 하갈 | 하갈 |                                                                    |                                                                    |                                                                    |                                                                    |                                                                    |                                                                    |  |  |               |               |               |               |               |               |      |      |                 |                 |                 |                 | 하란            | 하란            | 하란 | 하란 | 하란                | 하란                |                     |                     |                     |                     |         |         |         |         |  |  |
|      |      |      |      |      |      |      |      |          |          |          |          |               |               |               |               |               |               |      |      |      |      |                                                                    |                                                                    | 나홀                                                               |                                                                    |                                                                    |                                                                    |  |  |               |               |               |               |               |               |      |      |                 |                 |                 |                 |                 |                 |      |      |                     |                     |                     |                     |                     |                     |         |         |         |         |  |  |
|      |      |      |      |      |      |      |      |          |          |          |          |               |               |               |               |               |               |      |      |      |      |                                                                    |                                                                    |                                                                    |                                                                    |                                                                    |                                                                    |  |  |               |               |               |               |               |               |      |      |                 |                 |                 |                 |                 |                 |      |      |                     |                     |                     |                     |                     |                     |         |         |         |         |  |  |
|      |      |      |      |      |      |      |      |          |          |          |          | 이스마엘      | 이스마엘      | 이스마엘      | 이스마엘      | 이스마엘      | 이스마엘      |      |      |      |      |                                                                    |                                                                    |                                                                    |                                                                    |                                                                    |                                                                    |  |  |               |               |               |               | 밀가          | 밀가          | 밀가 | 밀가 | 밀가            | 밀가            |                 |                 | 롯              | 롯              | 롯   | 롯   | 롯                  | 롯                  |                     |                     | 이스가              | 이스가              | 이스가  | 이스가  | 이스가  | 이스가  |  |  |
|      |      |      |      |      |      |      |      |          |          |          |          | 이스마엘      | 이스마엘      | 이스마엘      | 이스마엘      | 이스마엘      | 이스마엘      |      |      |      |      |                                                                    |                                                                    |                                                                    |                                                                    |                                                                    |                                                                    |  |  |               |               |               |               | 밀가          | 밀가          | 밀가 | 밀가 | 밀가            | 밀가            |                 |                 | 롯              | 롯              | 롯   | 롯   | 롯                  | 롯                  |                     |                     | 이스가              | 이스가              | 이스가  | 이스가  | 이스가  | 이스가  |  |  |
|      |      |      |      |      |      |      |      |          |          |          |          |               |               |               |               |               |               |      |      |      |      |                                                                    |                                                                    |                                                                    |                                                                    |                                                                    |                                                                    |  |  |               |               |               |               |               |               |      |      |                 |                 |                 |                 |                 |                 |      |      |                     |                     |                     |                     |                     |                     |         |         |         |         |  |  |
|      |      |      |      |      |      |      |      |          |          |          |          |               |               |               |               |               |               |      |      |      |      |                                                                    |                                                                    |                                                                    |                                                                    |                                                                    |                                                                    |  |  |               |               |               |               |               |               |      |      |                 |                 |                 |                 |                 |                 |      |      |                     |                     |                     |                     |                     |                     |         |         |         |         |  |  |
|      |      |      |      |      |      |      |      |          |          |          |          | 이스마엘 부족 | 이스마엘 부족 | 이스마엘 부족 | 이스마엘 부족 | 이스마엘 부족 | 이스마엘 부족 |      |      |      |      | 7 아들                                                             | 7 아들                                                             | 7 아들                                                             | 7 아들                                                             | 7 아들                                                             | 7 아들                                                             |  |  | 브두엘        | 브두엘        | 브두엘        | 브두엘        | 브두엘        | 브두엘        |      |      | 첫째 딸         | 첫째 딸         | 첫째 딸         | 첫째 딸         | 첫째 딸         | 첫째 딸         |      |      |                     |                     |                     |                     | 둘째 딸             | 둘째 딸             | 둘째 딸 | 둘째 딸 | 둘째 딸 | 둘째 딸 |  |  |
|      |      |      |      |      |      |      |      |          |          |          |          | 이스마엘 부족 | 이스마엘 부족 | 이스마엘 부족 | 이스마엘 부족 | 이스마엘 부족 | 이스마엘 부족 |      |      |      |      | 7 아들                                                             | 7 아들                                                             | 7 아들                                                             | 7 아들                                                             | 7 아들                                                             | 7 아들                                                             |  |  | 브두엘        | 브두엘        | 브두엘        | 브두엘        | 브두엘        | 브두엘        |      |      | 첫째 딸         | 첫째 딸         | 첫째 딸         | 첫째 딸         | 첫째 딸         | 첫째 딸         |      |      |                     |                     |                     |                     | 둘째 딸             | 둘째 딸             | 둘째 딸 | 둘째 딸 | 둘째 딸 | 둘째 딸 |  |  |
|      |      |      |      |      |      |      |      |          |          |          |          |               |               |               |               |               |               |      |      |      |      |                                                                    |                                                                    |                                                                    |                                                                    |                                                                    |                                                                    |  |  |               |               |               |               |               |               |      |      |                 |                 |                 |                 |                 |                 |      |      |                     |                     |                     |                     |                     |                     |         |         |         |         |  |  |
|      |      |      |      |      |      |      |      |          |          |          |          |               |               |               |               |               |               |      |      |      |      |                                                                    |                                                                    |                                                                    |                                                                    |                                                                    |                                                                    |  |  |               |               |               |               |               |               |      |      |                 |                 |                 |                 |                 |                 |      |      |                     |                     |                     |                     |                     |                     |         |         |         |         |  |  |
|      |      | 이삭 | 이삭 | 이삭 | 이삭 | 이삭 | 이삭 |          |          | 리브가   | 리브가   | 리브가        | 리브가        | 리브가        | 리브가        |               |               |      |      |      |      |                                                                    |                                                                    |                                                                    |                                                                    |                                                                    |                                                                    |  |  |               |               | 라반          | 라반          | 라반          | 라반          | 라반 | 라반 |                 |                 | 모압            | 모압            | 모압            | 모압            | 모압 | 모압 |                     |                     | 암몬인              | 암몬인              | 암몬인              | 암몬인              | 암몬인  | 암몬인  |         |         |  |  |
|      |      | 이삭 | 이삭 | 이삭 | 이삭 | 이삭 | 이삭 |          |          | 리브가   | 리브가   | 리브가        | 리브가        | 리브가        | 리브가        |               |               |      |      |      |      |                                                                    |                                                                    |                                                                    |                                                                    |                                                                    |                                                                    |  |  |               |               | 라반          | 라반          | 라반          | 라반          | 라반 | 라반 |                 |                 | 모압            | 모압            | 모압            | 모압            | 모압 | 모압 |                     |                     | 암몬인              | 암몬인              | 암몬인              | 암몬인              | 암몬인  | 암몬인  |         |         |  |  |
|      |      |      |      |      |      |      |      |          |          |          |          |               |               |               |               |               |               |      |      |      |      |                                                                    |                                                                    |                                                                    |                                                                    |                                                                    |                                                                    |  |  |               |               |               |               |               |               |      |      |                 |                 |                 |                 |                 |                 |      |      |                     |                     |                     |                     |                     |                     |         |         |         |         |  |  |
|      |      |      |      |      |      |      |      |          |          |          |          |               |               |               |               |               |               |      |      |      |      |                                                                    |                                                                    |                                                                    |                                                                    |                                                                    |                                                                    |  |  |               |               |               |               |               |               |      |      |                 |                 |                 |                 |                 |                 |      |      |                     |                     |                     |                     |                     |                     |         |         |         |         |  |  |
|      |      | 에서 | 에서 | 에서 | 에서 | 에서 | 에서 |          |          | 야곱     | 야곱     | 야곱          | 야곱          | 야곱          | 야곱          |               |               |      |      |      |      |                                                                    |                                                                    |                                                                    |                                                                    |                                                                    |                                                                    |  |  |               |               |               |               |               |               |      |      |                 |                 |                 |                 |                 |                 |      |      |                     |                     |                     |                     | 라헬                | 라헬                | 라헬    | 라헬    | 라헬    | 라헬    |  |  |
|      |      | 에서 | 에서 | 에서 | 에서 | 에서 | 에서 |          |          | 야곱     | 야곱     | 야곱          | 야곱          | 야곱          | 야곱          |               |               |      |      |      |      |                                                                    |                                                                    |                                                                    |                                                                    |                                                                    |                                                                    |  |  |               |               |               |               |               |               |      |      |                 |                 |                 |                 |                 |                 |      |      |                     |                     |                     |                     | 라헬                | 라헬                | 라헬    | 라헬    | 라헬    | 라헬    |  |  |
|      |      |      |      |      |      |      |      |          |          |          |          |               |               |               |               |               |               |      |      |      |      |                                                                    |                                                                    |                                                                    |                                                                    |                                                                    |                                                                    |  |  |               |               |               |               |               |               |      |      |                 |                 |                 |                 | 빌하            |                 |      |      |                     |                     |                     |                     |                     |                     |         |         |         |         |  |  |
|      |      |      |      |      |      |      |      |          |          |          |          |               |               |               |               |               |               |      |      |      |      |                                                                    |                                                                    |                                                                    |                                                                    |                                                                    |                                                                    |  |  |               |               |               |               |               |               |      |      |                 |                 |                 |                 |                 |                 |      |      |                     |                     |                     |                     |                     |                     |         |         |         |         |  |  |
|      |      | 에돔 | 에돔 | 에돔 | 에돔 | 에돔 | 에돔 |          |          |          |          |               |               |               |               |               |               |      |      |      |      |                                                                    |                                                                    |                                                                    |                                                                    |                                                                    |                                                                    |  |  |               |               |               |               | 실바          | 실바          | 실바 | 실바 | 실바            | 실바            |                 |                 |                 |                 |      |      |                     |                     |                     |                     |                     |                     |         |         |         |         |  |  |
|      |      |      | 에돔 | 에돔 | 에돔 | 에돔 | 에돔 |          |          |          |          |               |               |               |               |               |               |      |      |      |      |                                                                    |                                                                    |                                                                    |                                                                    |                                                                    |                                                                    |  |  |               |               |               |               | 실바          | 실바          | 실바 | 실바 | 실바            | 실바            |                 |                 |                 |                 |      |      |                     |                     |                     |                     |                     |                     |         |         |         |         |  |  |
|      |      |      |      |      |      |      |      |          |          |          |          |               |               |               |               |               |               |      |      |      |      |                                                                    |                                                                    |                                                                    |                                                                    | 레아                                                               |                                                                    |  |  |               |               |               |               |               |               |      |      |                 |                 |                 |                 |                 |                 |      |      |                     |                     |                     |                     |                     |                     |         |         |         |         |  |  |
|      |      |      |      |      |      |      |      |          |          |          |          |               |               |               |               |               |               |      |      |      |      |                                                                    |                                                                    |                                                                    |                                                                    |                                                                    |                                                                    |  |  |               |               |               |               |               |               |      |      |                 |                 |                 |                 |                 |                 |      |      |                     |                     |                     |                     |                     |                     |         |         |         |         |  |  |
|      |      |      |      |      |      |      |      |          |          |          |          |               |               |               |               |               |               |      |      |      |      |                                                                    |                                                                    |                                                                    |                                                                    |                                                                    |                                                                    |  |  |               |               |               |               |               |               |      |      |                 |                 |                 |                 |                 |                 |      |      |                     |                     |                     |                     |                     |                     |         |         |         |         |  |  |
|      |      |      |      |      |      |      |      |          |          |          |          |               |               |               |               |               |               |      |      |      |      | 1. 르우벤 2. 시므온 3. 레위 4. 유다 9. 잇사갈 10. 스불론 디나 (딸) | 1. 르우벤 2. 시므온 3. 레위 4. 유다 9. 잇사갈 10. 스불론 디나 (딸) | 1. 르우벤 2. 시므온 3. 레위 4. 유다 9. 잇사갈 10. 스불론 디나 (딸) | 1. 르우벤 2. 시므온 3. 레위 4. 유다 9. 잇사갈 10. 스불론 디나 (딸) | 1. 르우벤 2. 시므온 3. 레위 4. 유다 9. 잇사갈 10. 스불론 디나 (딸) | 1. 르우벤 2. 시므온 3. 레위 4. 유다 9. 잇사갈 10. 스불론 디나 (딸) |  |  | 7. 갓 8. 아셀 | 7. 갓 8. 아셀 | 7. 갓 8. 아셀 | 7. 갓 8. 아셀 | 7. 갓 8. 아셀 | 7. 갓 8. 아셀 |      |      | 5. 단 6. 납달리 | 5. 단 6. 납달리 | 5. 단 6. 납달리 | 5. 단 6. 납달리 | 5. 단 6. 납달리 | 5. 단 6. 납달리 |      |      | 12. 요셉 13. 베냐민 | 12. 요셉 13. 베냐민 | 12. 요셉 13. 베냐민 | 12. 요셉 13. 베냐민 | 12. 요셉 13. 베냐민 | 12. 요셉 13. 베냐민 |         |         |         |         |  |  |

## 여러 전통에서
사학자와 사료 비판 분야의 학자들은 이스마엘의 이야기가 J, 즉 야훼문서, P, 즉 제사장 문서, 그리고 E, 즉 엘로힘 문서의 세 가지 층에 속한다고 믿는다 (문서가설 참조). 예를 들어, 창세기 16의 서술은 J 유형이고, 창세기 21:8–21의 서술은 E 유형이다. 창세기 25장은 페르시아 시대에 제사장 문서에 의해 추가되었을 것이며, 알려진 이스마엘 부족(슈무일루)을 이스마엘 아들들의 이름으로 귀속시켰지만, 이 이야기와 이스마엘이라는 이름 자체는 이보다 앞섰다.
유대교와 이슬람 전통은 이스마엘을 아랍인의 조상으로 간주한다.

### 유대교
후기 유대 문헌에서 이스마엘은 아브라함이 악하다고 여긴 많은 것들에 기울어진 인물로 묘사된다. 랍비 문헌에 따르면 이스마엘은 혼자 있을 때 우상에게 기도했다고 한다. 그러나 성경 이야기에서는 이러한 행동에 대한 언급이 없다. 히브리어 성경에 기록된 창세기에 따르면, 이스마엘이 아닌 이사악이 아브라함 전통과 언약의 진정한 상속자였으며, 동시에 하나님으로부터 큰 민족의 축복을 받았다.
일부 전통에서는 이스마엘에게 두 아내가 있었는데, 그 중 한 명의 이름은 아이샤였다고 한다. 이 이름은 무함마드의 아내 이름에 대한 무슬림 전통과 일치한다. 이것은 이스마엘을 통해 무슬림 세계(처음에는 아랍인, 그 다음에는 투르크인)를 은유적으로 표현한 것으로 이해된다.
미드라시 창세기 라바의 랍비 주석가들은 이스마엘의 어머니 하갈이 바로의 딸이었으므로 이스마엘이 바로의 손자였다고도 말한다. 이것이 창세기 17:20에서 이스마엘을 12명의 강력한 왕자들의 아버지로 언급하는 이유일 수 있다. 창세기 21:21에 따르면 하갈은 이스마엘을 이집트 여자와 결혼시켰는데, 만약 랍비 주석가들의 말이 맞다면 하갈이 바로의 딸이었으므로 그녀가 선택한 여자와의 결혼이 그의 아들들이 왕자가 된 방법과 이유를 설명할 수 있다.
다른 유대인 주석가들에 따르면, 이스마엘의 어머니 하갈은 사라가 죽은 후 아브라함이 찾아 결혼한 여자 그두라와 동일시된다. 그두라가 하갈의 본명이었고 "하갈"은 "낯선 사람"을 의미하는 서술적 명칭이었다고 제안된다. 이 해석은 미드라시에서 논의되며 라시, 구르 아리예, 켈리 야카르, 그리고 오바디아 벤 아브라함의 지지를 받는다. 라시(랍비 슐로모 이츠하키)는 "그두라"가 하갈에게 주어진 이름인데, 그녀의 행실이 향(히브리어, 케토레트)처럼 아름다웠기 때문이며, 그녀가 아브라함과 헤어진 이후 순결을 지켰기 때문이라고 주장한다(아람어 동사 '묶다'는 k-t-r).
사라가 이스마엘의 성적으로 경솔한 행동 때문에 동기를 부여받았다고도 한다. 창세기 21:9의 "희롱하는"이라는 언급 때문이다. 이는 히브리어 단어 "미차헤크"의 번역이다. 이는 우상숭배, 성적 부도덕 또는 심지어 살인을 언급하는 것으로 발전되었다. 일부 랍비 문헌에서는 사라가 이스마엘이 이삭에게 부정적인 영향을 미칠까봐, 또는 이스마엘이 장남이라는 이유로 이삭의 유산을 요구할까봐 걱정했다고 주장한다. "미차헤크"라는 단어(창세기 21:9)에 대해 옥스퍼드 대학교 출판부의 유대인 성경 연구는 이 특정 맥락에서 이 단어가 "놀이는 이삭의 이름에 대한 또 다른 말장난이다. 이스마엘은 '이삭처럼 행동하고' 있었거나 '이삭의 자리를 차지하고' 있었다"고 말한다. 다른 이들은 더 긍정적인 시각을 취하며 하갈의 경건함을 강조하는데, 그녀가 "우물가에 앉아 세상의 생명이신 분께 간구하며 '나의 고통을 보소서'라고 말했던 자"였음을 지적한다.
랍비 문헌에서 이스마엘이라는 이름은 이스라엘이 이스마엘의 손에 고통받을 때마다 그들의 불평을 하나님이 들으실 것이라는 약속에 대한 암시이다 (창세기 라바 45.11). 아브라함은 이스마엘을 의롭게 키우려고 노력했다. 아브라함은 그에게 송아지를 준비하도록 하여 손님 대접의 법을 가르쳤다 (창세기 라바 48.14; 창세기 18.7 비교). 그러나 신성한 예언에 따르면 이스마엘은 야만인으로 남았다. 창세기 21.9의 모호한 표현 (하갈 참조)은 일부 랍비들에 의해 이스마엘이 우상숭배적이었다는 의미로 해석되기도 하고, 다른 이들은 그가 이삭에게 활을 겨누었다는 의미로 해석한다. 시메온 바르 요하이의 해석에 따르면, 이스마엘은 이삭이 아브라함의 주요 상속자가 될 것이라고 주장하는 자들을 비웃었으며, 자신(이스마엘)이 맏아들이므로 유산의 3분의 2를 받을 것이라고 말했다. 이삭에게 닥친 위험을 보고 사라는 아브라함에게 이스마엘을 내쫓으라고 주장했다. 아브라함은 사라가 이스마엘에게 던진 악한 눈의 저주로 인해 병이 들었기 때문에 그를 하갈의 어깨에 메어야 했다.
이스마엘은 절망에 빠진 어머니에 의해 관목 아래에 놓였고, 영혼을 거두어 달라고 하나님께 기도하며 천천히 죽어가는 고통을 겪지 않게 해달라고 간구했다. 그러자 하나님은 천사에게 하갈에게 창조 주간 금요일 황혼에 창조된 우물을 보여주라고 명령하셨고, 이 우물은 후에 광야에서 이스라엘 백성과 동행했다 (피르케 라비 엘리에제르 30). 그러나 천사들은 "이스마엘의 후손들이 이스라엘 백성을 갈증으로 멸망시킬 것이니, 왜 이스마엘에게 물이 있어야 하는가?"라고 항의했다. 하나님은 답했다. "그러나 지금 그는 순수하니, 나는 그를 지금의 상태에 따라 심판한다". 이스마엘은 모압 여자 아디샤 또는 아이샤와 결혼했다. 또는 "세페르 하야샤르"(와예라)에 따르면 이집트 여자 메리바 또는 메리사와 결혼했다. 그는 네 아들과 한 딸을 두었다. 이스마엘은 그 사이에 활쏘기에 능숙해져 모든 궁수들의 달인이 되었다. 그 후 아브라함은 이스마엘을 보러 갔고, 사라에게 한 약속에 따라 낙타에서 내리지 않고 아들의 장막에 들렀다. 이스마엘은 안에 없었고, 그의 아내는 아브라함에게 음식을 거절했으며, 아브라함이 듣는 앞에서 자녀를 때리고 남편을 저주했다. 이에 아브라함은 이스마엘에게 돌아오면 한 노인이 장막의 못을 바꾸라고 했다고 전해달라고 부탁했다. 이스마엘은 그것이 자신의 아버지임을 알아차리고, 그 힌트를 받아들여 아내를 쫓아냈다. 그는 그 후 파티마라는 다른 여자와 결혼했는데, 3년 후 아브라함이 다시 아들을 보러 왔을 때 그녀는 아브라함을 친절하게 맞이했다. 그래서 아브라함은 그녀에게 이스마엘에게 못이 좋다고 전해달라고 부탁했다.
이스마엘은 그 후 가나안으로 가서 아버지와 함께 정착했다. 이 진술은 바바 바트라 (16a)의 진술과 일치한다. 이스마엘은 아브라함의 생전에 회개자가 되었다는 것이다. 꿈에서 이스마엘을 본 자는 하나님으로부터 그의 기도가 응답될 것이다 (베라코트 56a).

### 사마리아교
사마리아 토라 판본에서 이스마엘은 창세기 16장에서 유대 공동체에서 히브리어 성경의 표준판으로 흔히 사용되는 마소라 본문에서 제시된 '들나귀 같은 사람' 대신 '풍요로운 사람'으로 묘사되었다.

### 기독교

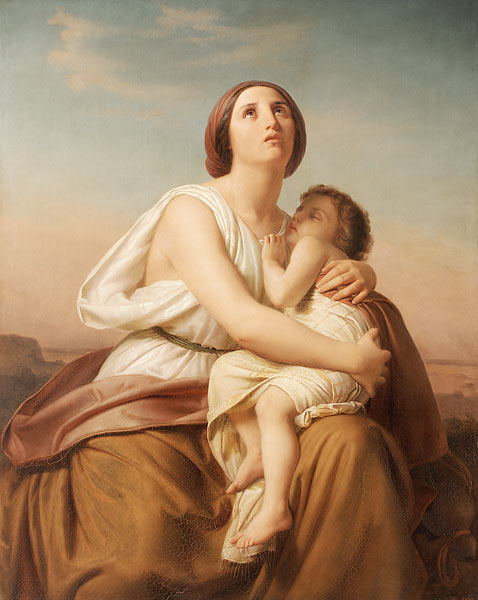
하갈과 이스마엘. 크리스티안 쾰러 (1809-1861)

갈라디아인들에게 보낸 편지 (4:21–31)에서, 바울은 이 사건을 두 언약, 즉 옛 언약이지만 성취된 언약과 예수 그리스도를 통한 약속에 의한 보편적인 새 언약을 상징하는 데 사용한다. 갈라디아서 4:28–31, 하갈은 시내 언약과 연관되며, 사라는 그녀의 아들 이삭이 들어가는 은혜 언약과 연관된다.

### 이슬람 이전 아라비아
일부 이슬람 이전의 시들은 이스마엘, 그의 아버지 아브라함, 그리고 희생 이야기에 대해 언급하는데, 예를 들어 이슬람 이전 시인 "우마이야 이븐 아비 아스-살트"는 그의 시 중 하나에서 다음과 같이 말했다:

بكره لم يكن ليصبر عنه أو يراه في معشر أقتال ([희생]은 그의 맏아들의 것으로, 그 [아브라함]는 그와 헤어지는 것을 견딜 수 없었고 적들에게 둘러싸인 그를 볼 수도 없었다).
또한, 중서부 아라비아의 일부 부족들은 자신들을 "아브라함의 백성이자 이스마엘의 후손"이라고 불렀는데, 이는 그 지역의 경쟁 부족들 간의 화해 연설과 웅변의 공통적인 서두에서 입증된다.

### 이슬람교
이스마엘(아랍어: إسماعيل Ismāʿīl)은 이슬람의 중요한 예언자로 인정받는다. 기독교인과 유대인과 마찬가지로 무슬림도 이스마엘이 아브라함의 첫 아들이며, 그의 아내의 여종인 하갈에게서 태어났다고 믿는다. 이스마엘은 무슬림들에게 여러 북부의 저명한 아랍 부족의 조상이자 무함마드의 조상인 아드난의 조상으로 인정받는다. 무슬림들은 또한 무함마드가 이스마엘의 후손으로서 위대한 민족을 세울 것이라고 믿는다.

#### 쿠란에서
이스마엘은 쿠란에 10번 이상 언급되며, 종종 고대 시대의 다른 예언자들과 함께 언급된다. 그는 엘리사 (예언자)와 둘키플과 함께 "인내하고 의로운 자들, 즉 하나님이 그들을 그의 자비 안으로 들어가게 하신 자들" 중 한 명으로 언급된다. 또한 롯, 엘리사, 요나, 이스마엘에 대해, 하나님이 각자에게 "다른 사람들보다 더 호의를 베푸셨다"고 언급된다. 이스마엘에 대한 이러한 언급은 각 경우에 다른 성스러운 예언자들이 언급되는 더 큰 맥락의 일부이다. 그러나 메디나 시대의 다른 쿠란 장에서는 이스마엘이 그의 아버지 아브라함과 밀접하게 언급된다. 이스마엘은 메카의 카바를 일신교 순례지로 만들기 위해 카바의 기초를 세우려는 아브라함과 함께 서 있고 아브라함은 노년에 이스마엘과 이사악을 주신 것에 대해 하나님께 감사한다. 이스마엘은 또한 계시를 받은 다른 예언자들과 함께 언급되며 야곱의 아들들은 그들의 신앙을 증언할 때 그들의 조상인 "아브라함, 이스마엘, 이사악"의 신앙을 따르겠다고 약속했다. 아브라함 아들의 거의 희생에 대한 쿠란 이야기에서, 아들의 이름은 언급되지 않으며, 일반적인 해석은 이스마엘이었다는 것이지만, 타바리는 히브리어 성경과 일치하게 이삭이었다고 주장했다. 그러나 대부분의 현대 주석가들은 그 아들의 신원을 도덕적 교훈을 위해 주어진 이야기에서 가장 중요하지 않은 것으로 본다.

#### 무슬림 문헌 속 이스마엘

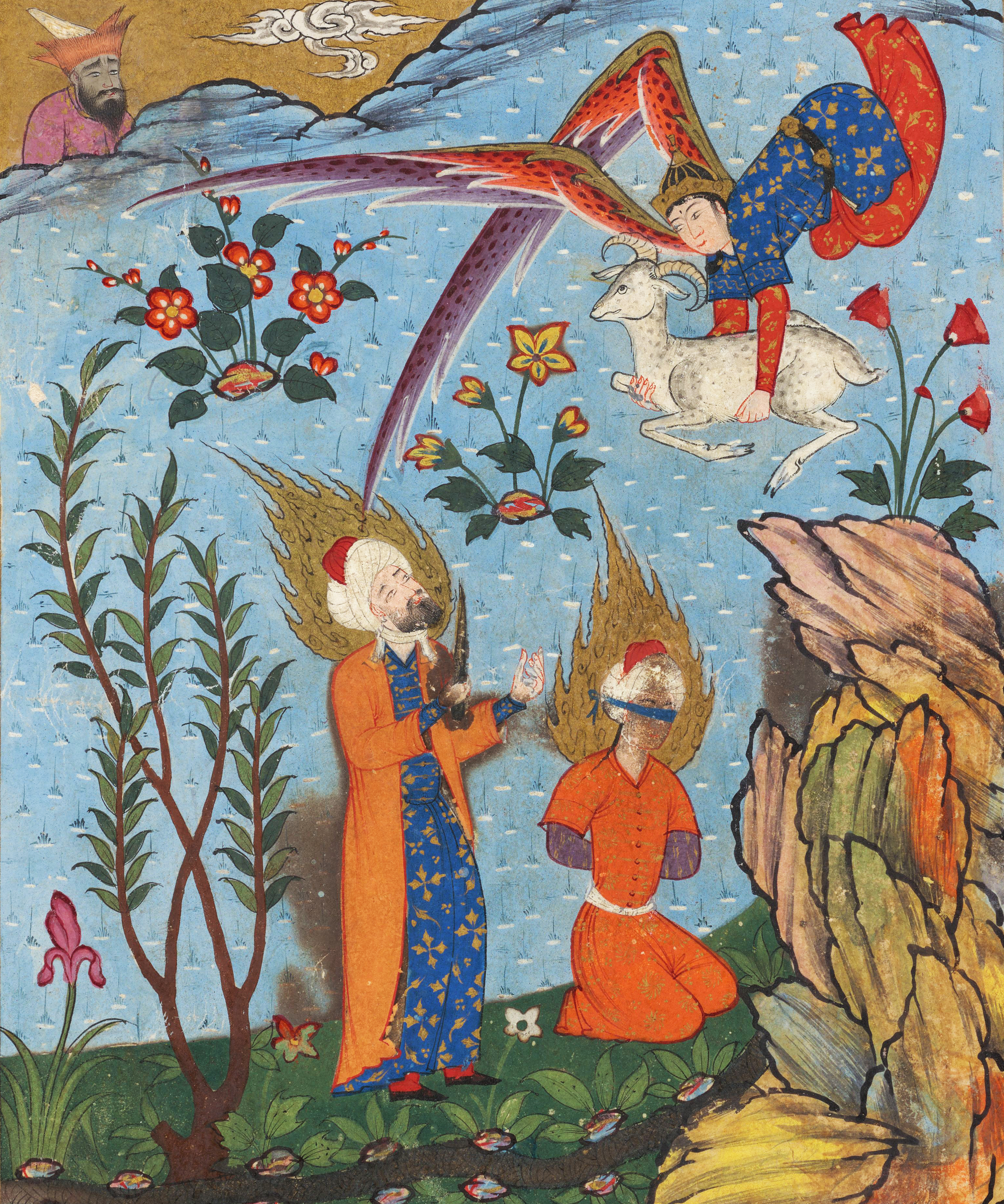
이슬람 페르시아 세밀화 이스마엘이 눈을 가린 채 아버지 이브라힘에게 죽임을 당하기 위해 기꺼이 무릎을 꿇고 있는 모습. 이브라힘은 양을 가져온 가브리엘에 의해 제지된다.

쿠란에 대한 주석과 수많은 예언자 이야기 모음집은 이스마엘에 대한 이슬람적 관점을 상세히 설명하고 카바를 세우는 데 있어 그의 필수적인 역할을 설명한다. 무슬림 전통에 따르면 이스마엘은 신성 모스크 내부의 카바 근처 히즈르에 묻혔다고 한다.
이슬람 신앙에 따르면, 아브라함은 하나님께 아들을 달라고 기도했고 하나님은 그의 기도를 들으셨다. 무슬림 경전 해석은 사라가 아브라함에게 자신의 이집트 하녀 하갈과 결혼해 달라고 요청했는데, 이는 그녀 자신이 불임이었기 때문이라고 명시한다. 하갈은 곧 아브라함의 첫 아들인 이스마엘을 낳았다. 그러자 하나님은 아브라함에게 하갈과 이스마엘을 사막으로 데려가 그곳에 버려두라고 지시하셨다. 그는 그렇게 하여 그들을 카바의 기초가 있던 곳(지금은 폐허가 된)으로 데려갔고, 그가 하갈에게서 돌아서서 걸어가기 시작하자 그녀는 그에게 소리치며 "왜 우리를 여기 두고 떠나세요?"라고 물었지만, 아브라함은 처음 두 번은 대답하지 않았다. 그러자 그녀는 질문을 바꾸어 "하나님이 당신에게 이렇게 명령하셨나요?"라고 물었고, 아브라함은 멈춰서서 뒤를 돌아보고 "네."라고 대답했다. 그녀는 "그렇다면 하나님이 우리를 돌보실 것입니다."라고 대답했다. 아브라함은 그 후 사라에게 돌아가는 길을 계속했다. 사막에서 아기 이스마엘은 갈증으로 울었다. 그의 어머니는 그를 덤불 아래 그늘에 눕히고 필사적으로 물을 찾아 나섰는데, 이로 인해 그녀는 사파와 마르와 언덕 사이를 일곱 번이나 오가며 물의 근원이나 물을 구할 수 있는 지나가는 카라반을 찾으려 했다. 하갈은 물의 근원을 찾지 못하고 아기가 죽을까봐 두려워 주저앉아 하나님의 도움을 간구하며 울었다. 하나님은 가브리엘 천사를 그녀에게 보내 아기를 안아 올리라고 알리셨고, 그녀가 아기를 안아 올리자 그의 발이 땅을 긁어 샘물이 솟아오르는 것을 발견했다. 하갈은 재빨리 땅을 파서 샘 주변에 우물을 만들어 물을 가두었고, 잠잠 우물이 형성되었다. 하갈은 물병에 물을 다시 채워 아기에게 마시게 했다. 이 샘은 아라비아를 통과하는 카라반들에게 알려졌고 하갈은 물과 교환하여 물품을 얻는 거래를 그들과 협상했다. 그녀의 행동으로 인해 메카(원래 히브리어로는 베카 또는 바카) 시가 성장했으며, 정착민들을 끌어들여 그녀와 이스마엘을 보호하고 방문하는 카라반들과 다양한 물품을 교환하는 원천이 되었다. 하나님이 하갈과 이스마엘에게 주신 잠잠 우물의 축복을 기념하기 위해 무슬림들은 하즈 의식 동안 하갈의 발자취를 따라 사파와 마르와 언덕 사이를 달린다.
아브라함은 평생 동안 여러 번 이스마엘을 방문했다. 무함마드의 전통에 따르면, 어느 날 아브라함이 그의 아들이 없는 동안 도착하여 이스마엘의 아내를 방문했다. 아브라함은 아들을 보기 전에 떠나기로 결정했지만, 이스마엘의 아내가 그의 질문에 대한 대답으로 불평한 것을 바탕으로, 그는 아들이 집에 돌아오면 아내에게 전할 메시지를 남겼는데, 그것은 "그의 문지방을 바꾸라"는 것이었다. 그날 밤 이스마엘이 도착했을 때, 그는 방문객이 있었는지 물었고, 그의 아내는 방문했던 남자와 그가 말한 것을 알렸다. 이스마엘은 그의 아버지를 이해했고 방문객이 그의 아버지였으며, 그는 아내와 이혼하고 더 나은 아내를 찾으라는 지시를 받았다고 아내에게 설명했다. 이스마엘은 그렇게 했다. 얼마 후, 아브라함은 이스마엘을 방문하기 위해 다시 돌아왔고, 다시 이스마엘은 없었다. 아브라함은 이스마엘의 새 아내와 이야기했고, 그녀의 대답이 하나님에 대한 믿음과 남편에 대한 만족을 나타낸다는 것을 알았다. 아브라함은 다시 아들을 보기 전에 떠나야 했지만, 그에게 "그의 문지방을 지키라"는 메시지를 남겼다. 그날 밤 이스마엘이 돌아왔을 때, 그는 다시 방문객이 있었는지 물었고, 아브라함의 방문에 대해 알게 되었다. 이스마엘은 아내에게 누가 방문했는지, 그리고 그가 아내와 그들의 결혼을 승인했음을 말했다.
메카를 방문했을 때, 아브라함은 그의 아들에게 카바의 기초를 세우는 것을 도와달라고 요청했다고 한다. 이슬람 전통은 카바가 아담에 의해 처음 지어졌고 아브라함과 이스마엘이 옛 기초 위에 카바를 재건했다고 주장한다. 이스마엘은 아라비아에서 자라면서 아랍어에 능통하게 되었다고 한다. 초기 학자들이 작성한 가계도에서 이스마엘은 북아랍인의 조상으로 여겨졌고, 무함마드는 아드난의 혈통을 통해 그와 연결되었다.

### 바하이 신앙
바하이 신앙의 성경에 따르면, 아브라함이 거의 희생시킬 뻔한 아들은 이사악이 아니라 이스마엘이었다. 그러나 그들은 이름은 중요하지 않으며 둘 중 어느 것이든 사용될 수 있다고 말한다. 중요한 것은 둘 다 희생의 상징이었다는 점이다. 쇼기 에펜디에 따르면, 다른 이스마엘이 있었는데, 그는 이스라엘의 예언자이며, 일반적으로 사무엘로 알려져 있다.

## 같이 보기
- 아브라함
- 이사악
- 이슬람의 예언자